# Касцјуковка
Касцјуковка (блр. Касцюкоўка; рус. Костюковка) насељено је место са административним статусом варошице (городской посёлок) у југоисточном делу Републике Белорусије. Административно припада Гомељском рејону Гомељске области.

## Географија
Варошица касцјуковка налази се у северном делу Гомељског рејона на око 6 км северно од града Гомеља.

## Историја
Касцјуковка је основана као радничко насеље уз железничку станицу на деоници Либаво-Роменске железнице, која је почела са радом 1873. године.
Насеље је од децембра 1926. до марта 1935. било административни центар истоимене сеоске општине, након чега постаје саставни део града Гомеља.
Службени статус вароши има од 27. септембра 1938. године.

## Становништво
Према процени, у граду је 2012. живело 9.614 становника.
| 1979.  | 1989.  | 1999.  | 2009. | 2012. |
| ------ | ------ | ------ | ----- | ----- |
| 10.938 | 10.860 | 10.860 | 9.484 | 9.614 |